# Hans Andree
Hans Andree (* 25. November 1937 in Danzig) ist ein deutscher Hochschullehrer für Typografie an der Hochschule für bildende Künste Hamburg.

## Leben
Nach einer Schriftsetzerlehre (1953–1957) folgt ein Arbeits- und Studienaufenthalt in der Schweiz. Von 1962 bis 1965 studierte er Typografie, Fotografie (bei Gottfried Jäger) und Grafik an der Werkkunstschule in Bielefeld.
Von 1966 bis 1974 war er Assistent für Grafik bei Hans Michel an der Hochschule für bildende Künste Hamburg (HfbK). Gleichzeitig praktizierte er freies und angewandtes künstlerisches Arbeiten. Herauszuheben sind aus dieser Zeit grundlegende Arbeiten zum Strobochromatogramm und seine Mitwirkung bei der Gründung des Materialverlags der Hochschule für bildende Künste Hamburg 1972, der Lernenden künstlerisches Publizieren an der Hochschule ermöglichte.
1975 wurde er an die Fachhochschule Bielefeld berufen, kehrte aber schon 1977 als Professor für Typografie an die HfBK Hamburg zurück. Auch nach der Emeritierung im Jahr 2003 blieb er der Hochschule für bildende Künste Hamburg als Hochschullehrer verbunden.
Aus der Seminararbeit der Hochschule heraus war zu Anfang des Jahrhunderts ein umfangreiches Projekt zur Schriftgeschichte entstanden, das in einem Leseschriften-Archiv seinen Niederschlag fand.

## Schriften (Auswahl)
- Materialverlag-HfbK Hamburg: 1972–2006, Hamburg Materialverlag 2009, ISBN 978-3-938158-57-9.
- Das letzte Relikt Gutenbergs. Material-Verlag, Hamburg 2003, ISBN 3-932395-32-8.
- Mit Klaus Frahm, Wilfried Gandras und Jan Philipp Reemtsma: Aus diesem Grunde daher. Hamburger Institut für Sozialforschung, 1991
- Aktiv-Spiel-Plätze. Hamburg Fachbereich Visuelle Kommunikation d. HBK
- Mit Kilian Breier: AktivSpielPlätze im Raum Hamburg. Materialverlag, Hamburg 1974.
- Mit Kilian Breier: Beziehungen zwischen Bild und Text (mit Kilian Breier), Materialverlag, Hamburg 1977.
- Holzlettern. Materialverlag, Hamburg 1988.
- Typografie-Werkstatt Lerchenfeld. Stationen der Verlagstätigkeit. In »Nordlicht«, Junius Verlag, 1989.
- Innenraumplakate für die Hamburgische Architektenkammer 1980–1990. Materialverlag, Hamburg 1990.
- Mit Uli Brandt: Bleitypen. Materialverlag, Hamburg 1992.
- Herausgabe der Edition zum Buch, Materialverlag (1993–2003).
- Schwabacher Judenlettern. Funktionalisierte Schriftbilder. In: Mittelweg 36, 3/1998.
- Herausgabe der edition fotografie (mit Silke Grossmann), Materialverlag, ab 1999.
- Nordische Antiqua (Genzsch-Antiqua), Materialverlag, 2000.
- Franz Dornseiff. Der deutsche Wortschatz nach Sachgruppen. Ein Briefwechsel. (mit Rolf Zander), Materialverlag, Hamburg 2000.
- Mit Asmus Tietchens und Rolf Zander: Heidelberger Studien. Materialverlag, Hamburg 2003, ISBN 3-932395-32-8.
- Illustrierter »Don Quijote«. Blick auf  Ausgaben aus drei Jahrhunderten. Mittelweg 36, 1/2005.
- Zur Lesbarkeit von Büchern. Die gebräuchlichsten Leseschriften im Vergleich. (Leseschriften-Archiv www.leseschriften.de)
- normal regular book roman. Ein Beitrag zur Schrift- und Typografiegeschichte. Reihe Ästhetik des Buches, Wallstein Verlag, Göttingen 2013, ISBN 978-3-8353-1354-5.[1]
- Morphologie der Schriftzeichen. Reihe Ästhetik des Buches, Wallstein Verlag, Göttingen 2023, ISBN 978-3-8353-5514-9.